# 007/ゴールドフィンガー (映画)
『007/ゴールドフィンガー』（ゼロゼロセブン ゴールドフィンガー、原題: Goldfinger）は1964年のアクションスパイ映画。「ジェームズ・ボンド」シリーズの第3作目に当たり、ショーン・コネリーが架空のMI6エージェント、ジェームズ・ボンドを演じている。原作は1959年に出版されたイアン・フレミングの同名小説である。また、ボンドガールのプッシー・ガロア役にオナー・ブラックマン、タイトルキャラクターのオーリック・ゴールドフィンガー役にゲルト・フレーベ、ボンドガールの象徴であるジル・マスターソン役にシャーリー・イートンが出演している。アルバート・R・ブロッコリとハリー・サルツマンが製作し、ガイ・ハミルトンが監督した4本のボンド映画のうちの1本目の作品である。
イギリスでは9月17日、アメリカは12月22日、日本は1965年4月1日に公開された。
モンティ・ノーマンによる優れたインスト曲「ジェームズ・ボンドのテーマ」と、ボンドの発砲から始まるオープニング。Qの研究室を訪れ兵器の説明を受ける、世界各地を飛び回るボンド、敵に雇われたセクシーな美女が途中で寝がえりボンドと恋仲になるなど、現在の007シリーズの基本形は、ルーツであるこの作品で確立された。
スティーヴン・ジェイ・シュナイダーの『死ぬまでに観たい映画1001本』に掲載されている。

## ストーリー
メキシコで革命家ラミレスの薬物工場を爆破した英国秘密情報部（MI6）のジェームズ・ボンド（ショーン・コネリー）は、その後女とシャワーを浴びようとするが、襲ってきたラミレスの手下をバスタブで感電させて返り討ちにした。
ボンドはマイアミへ飛び、CIAのフェリックス・ライター（セク・リンダー）と再会。ホテルのプールサイドで富豪のオーリック・ゴールドフィンガー（ゲルト・フレーベ）が行っていたカードゲーム（ジン・ラミー）のイカサマを妨害して、イカサマの手伝いをしていたジル・マスターソン（シャーリー・イートン）と親密になる。だが、ボンドはゴールドフィンガーの部下オッドジョブ（ハロルド坂田）に襲われ気絶し、その間にジルは裏切りの報いで全身に金粉を塗られて窒息死する。
その後、ロンドンに戻ったボンドはM（バーナード・リー）から、ゴールドフィンガーが金を密輸する手口に関し調査するよう命令され、彼の経営するゴルフ場で旧ナチス時代のドイツの金塊（トプリッツ湖より回収した、その量実に5000ポンドにものぼる1940年エッセン製のもの）を餌に賭けゴルフを行う。ボンドはラフに入ったゴールドフィンガーのボールを足で踏みつけ隠すと、オッドジョブが偽ボールを用意してイカサマをしたので、ボールをすり替えてルール違反で負けさせた。
ボンドは、ゴールドフィンガーのロールス・ロイスにホーマー（発信器）をつけ、アストンマーチン・DB5で彼とロールスロイスが乗ったブリティシュ・ユナイテッド航空の「ATL-98カーベア」を追う。スイスのジュネーブ空港からボンドカーで尾行中、フルカ峠である女性がゴールドフィンガーを狙った弾が当たりそうになり、ボンドは彼女のフォード・マスタングを追跡して、特殊装備でタイヤをパンクさせる。彼女はティリー・ソームズと偽名を名乗ったが、実はジルの妹ティリー・マスターソン（タニア・マレット）で、ゴールドフィンガーを姉の仇と狙っていたのだった。
その夜、ボンドはオーリック社の工場に潜入し、ゴールドフィンガーと彼の会社の手下の中国人リン（バート・クウォーク）との話を盗み聞き、ロールス・ロイスのボディが実は18金製で、工場で分解されたことを知ったうえに、「グランド・スラム計画」なる言葉を聞く。一方、ティリーはゴールドフィンガーを再度狙撃しようとし、ボンドはそれを阻止するが二人は一味に発見される。ボンドはティリーを逃がそうと援護するが、彼女はオッドジョブに殺されてしまう。捕まったボンドは、一時は見張りのスキを突いて逃走を図るも、カーチェイスの末に再び捕まってしまいレーザー光線で殺されそうになるが、「グランド・スラム計画」を知っているとはったりを言って救われる。
ボンドは女性パイロットのプッシー・ガロア（オナー・ブラックマン）が操縦する飛行機で、アメリカのケンタッキー州に連行される。途中、洗面所でマイ・リー乗務員の監視をすり抜け、ホーマーを自らの靴底に装着する。プッシー・ガロア空中サーカスがある飛行場に到着後、ゴールドフィンガーが競走馬を飼うオーリック牧場の地下に監禁されるが、牢獄を抜け出し、「グランド・スラム計画」の概要を盗み聞きする。「グランド・スラム計画」とは、アメリカ連邦政府が大量の金塊を保管している「合衆国金塊貯蔵庫」があるケンタッキーのフォート・ノックス陸軍基地上空で、プッシー達の空中サーカスがミスター・ミッドナイトより手に入れたガスを散布。プッシーらはこのガスを「吸い込むと24時間失神するが15分間で消滅する神経ガス」と説明されており、その報酬でバハマ移住を計画しているが、その正体は人間を即死させるデルタ9（殺人ガス）である。その後にゴールドフィンガー一味がフォート・ノックスに入るというものだった。
ゴールドフィンガーから計画を明かされたシンジケートのボスたちは、口封じのためにデルタ9で皆殺しにされる。ボンドは計画から手を引いたボスの一人ソーロー（マーティン・ベンソン）にCIAのライターに居所を知らせるための発信機と計画の概要を記したメモを忍ばせるが、ソーローは空港へ送られる途上でオッドジョブに殺され、リンカーン・コンチネンタルごとスクラップにされてしまった。
ボンドはプッシー・ガロアに捕まりゴールドフィンガーの下に送られる。ボンドはゴールドフィンガーに、グランド・スラム計画は失敗すると断言する。たとえ一味がフォート・ノックスに入れたとしても、重い大量の金塊を持ち出すには200台の大型トラックを用意しても2週間以上かかり、アメリカ軍が基地を取り返しに出動するまでに金塊貯蔵庫から全てを盗むのは絶対に不可能だ、と。ゴールドフィンガーは、計画の本当の目的は金塊を盗むのではなく、核物質をまき散らす一種の「汚い爆弾」を金塊貯蔵庫の中で爆発させることなのだ、と説明する。金塊は放射性物質で汚染されて58年間は搬出不可能となり、西側諸国の金価格は暴騰。ゴールドフィンガーが保有している金の価格も急上昇し、汚い爆弾を用意するなど計画に協力する中国も世界的経済混乱から何らかの利益を得る、というものであった。
ボンドは、厩舎でプッシー・ガロアと親密になって彼女を改心させ、CIAに連絡させる一方、散布するガスを詰め替えさせた。グランド・スラム計画当日、空中サーカスの散布したガスでフォート・ノックスを警備する将兵たちは倒れ、ゴールドフィンガーらは金塊貯蔵庫に入り核物質をまき散らす爆弾を設置する。しかし死んだふりをしていた兵士らが起き上って貯蔵庫を攻撃、一味の計画は失敗し、ゴールドフィンガーは米陸軍将校に変装すると部下のリンを殺し、ボンド、オッドジョブ、腹心のキッシュ（マイケル・メリンジャー）を貯蔵庫に閉じこめたまま逃走した。キッシュは爆弾の時限装置を停止させようとするが、オッドジョブに1階から地下3階（12m）に落とされて死ぬ。ボンドはオッドジョブと格闘して感電死させ、時限装置は起爆7秒前に停止された。
ボンドはアメリカ大統領に招待されて迎えのロッキード ジェットスターに乗る。だが同機の乗務員はゴールドフィンガーとその手下にすり替わっていた、機内での戦いの際に客席の窓の1つが銃撃で割れ、その中でゴールドフィンガーは空中に吸い出された。飛行機は墜落するがボンドとプッシーは、辛くもパラシュートで脱出し助かるのであった。

## キャスト
| 役名                           | 俳優                     | 日本語吹替   | 日本語吹替       | 日本語吹替      |
| 役名                           | 俳優                     | NETテレビ版  | 日本テレビ版     | ソフト版        |
| ------------------------------ | ------------------------ | ------------ | ---------------- | --------------- |
| ジェームズ・ボンド             | ショーン・コネリー       | 日高晤郎     | 若山弦蔵         | 若山弦蔵        |
| オーリック・ゴールドフィンガー | ゲルト・フレーベ         | 観世栄夫     | 滝口順平         | 茶風林          |
| プッシー・ガロア               | オナー・ブラックマン     | 沢たまき     | 清水良英         | 日野由利加      |
| ジル・マスターソン             | シャーリー・イートン     | 小林裕子     | 高橋ひろ子       | 斎藤恵理        |
| ティリー・マスターソン         | タニア・マレット         | 真理明美     | 倉野章子         | 北西純子        |
| オッドジョブ                   | ハロルド坂田             | 台詞なし     | 台詞なし         | 台詞なし        |
| M                              | バーナード・リー         | 湊俊一       | 宮川洋一         | 藤本譲          |
| マーティン・ソロ               | マーティン・ベンソン     | 矢田耕司     | 大木民夫         | 千田光男        |
| フェリックス・ライター         | セク・リンダー           | 阪脩         | 村越伊知郎       | 西村知道        |
| シモンズ                       | オースティン・ウィリス   | 北川国彦     | 国坂伸           | 千田光男        |
| マネーペニー                   | ロイス・マクスウェル     | 荘司美代子   | 登場シーンカット | 泉裕子          |
| ミッドナイト                   | ビル・ネイギー           | 笹岡繁蔵     | 藤城裕士         | 谷昌樹          |
| キッシュ                       | マイケル・メリンジャー   | 千田光男     | 小関一           | 古田信幸        |
| ジョニー                       | ピーター・クランウェル   | 安原義人     | 安田隆           |                 |
| ボニータ                       | ナジャ・レジン           | 日比野美佐子 | 有馬瑞香         | 小宮山絵理      |
| スミザース                     | リチャード・ヴァーノン   | 宮内幸平     | 北村弘一         | 水野龍司        |
| ドクター・リン                 | バート・クウォーク       |              | 徳丸完           |                 |
| Q                              | デスモンド・リュウェリン | 岡部政明     | 村松康雄         | 白熊寛嗣        |
| マイ・リー                     | マイ・リン               | 河合磋智子   | 芝田清子         | 松久保いほ      |
| スイスのゲートキーパー         | ヴァーリー・トーマス     | 台詞なし     | 台詞なし         | 台詞なし        |
| ディンク                       | マーガレット・ノーラン   |              | 芝田清子         | 小宮山絵理      |
| 准将                           | ジョン・マクラーレン     |              | 北村弘一         |                 |
| 原子力の専門家                 | ロバート・マクロード     |              | 国坂伸           |                 |
| ブラッキング                   | ヴィクター・ブルックス   | 国坂伸       | 徳丸完           | 白石充          |
| カプンゴ                       | アルフ・ジョイント       |              | 安田隆           | 台詞なし        |
| ホーカー                       | ゲイリー・ダガン         | 野本礼三     | 安田隆           | 千田光男        |
| ストラップ                     | ハル・ガリーリ           | 加藤正之     | 平林尚三         | 高宮武郎        |
| 空港警備員                     | テレンス・ブルック       | 安原義人     | 若本紀昭         |                 |
| サーカスのリーダー             | マギー・ライト           | 信沢三恵子   | 高畑淳子         | 外村晶子        |
| 不明 その他                    | N/A                      | N/A          | N/A              | 北沢力 渡邊正幸 |

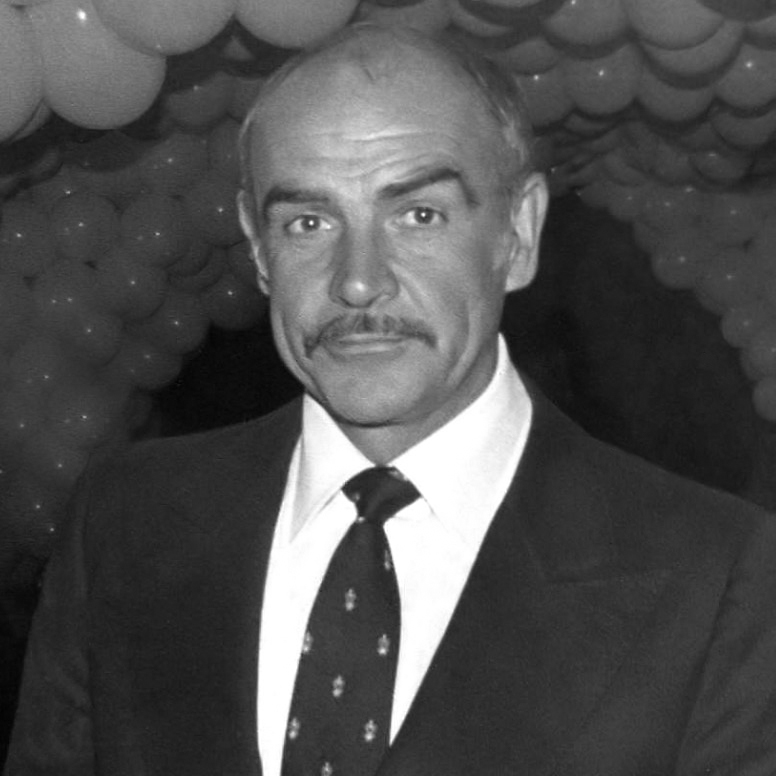
ボンドを演じたショーン・コネリー

- NETテレビ版：初回放送1974年4月7日『日曜洋画劇場』21:00-23:15 ※ノーカット放送
- 日本テレビ版：初回放送1978年4月5日『水曜ロードショー』21:00-22:54（約95分[5]）
- ソフト版：2006年11月22日発売の「アルティメット・エディション」DVDに初収録。

※NETテレビ版と日本テレビ版は、2012年にキングレコードから発売された「TV放送吹替初収録 特別版DVD」に収録。

## スタッフ
- 原作 - イアン・フレミング
- 監督 - ガイ・ハミルトン
- 製作 - アルバート・R・ブロッコリ、ハリー・サルツマン
- 脚本 - リチャード・メイボーム、ポール・デーン
- プロダクションデザイン - ケン・アダム
- 美術監督 - ピーター・マートン
- 特殊効果 - ジョン・ステアズ
- 撮影 - テッド・ムーア
- 編集 - ピーター・ハント
- 音楽 - ジョン・バリー
- メインタイトル・デザイン - ロバート・ブラウンジョン、モーリス・ビンダー[7]
- 制作担当 - L・C・ラドキン
- 製作 - イーオン・プロダクションズ、ダンジャック、ユナイテッド・アーティスツ

### 日本語版
- 字幕翻訳：高瀬鎮夫（劇場公開版）[8]、保田道子（ソフト版）

| -              | NETテレビ版 | 日本テレビ版      | ソフト版 |
| -------------- | ----------- | ----------------- | -------- |
| 演出           | 加藤敏      | 加藤敏            | 伊達康将 |
| 翻訳           | 木原たけし  | 木原たけし        | 平田勝茂 |
| 調整           |             | 飯塚秀保          | 高久孝雄 |
| 効果           |             | 遠藤堯雄 桜井俊哉 | N/A      |
| 選曲           |             | 重秀彦            | N/A      |
| プロデューサー |             | 清水敏正          |          |
| 制作           | NETテレビ   | 日本テレビ        |          |
| 制作           | 東北新社    |                   |          |

## 音楽
「ジェームズ・ボンドのテーマ」
作曲 - モンティ・ノーマン / 編曲・演奏 - ジョン・バリー
「ゴールドフィンガー」
作詞 - レスリー・ブリキュース、アンソニー・ニューリー / 作曲・指揮 - ジョン・バリー / 歌 ‐ シャーリー・バッシー / 楽曲プロデュース ‐ ジョージ・マーティン

### 主題歌
シャーリー・バッシーの歌う同タイトル曲は英米でヒットとなり、一躍、シャーリー・バッシーの名を知らしめた。イギリスの「ミュージック・ウィーク」誌では、最高位21位だったが、アメリカの「ビルボード」誌では、最高位第8位を記録している。さらに、同サウンドトラック・アルバムは、007シリーズ史上、唯一の全米第1位を獲得している。
また、ジョン・バリー・オーケストラによる同主題曲も「ビルボード」誌で「チャート入り」を果たし、最高位72位を記録している。

## 興行成績
本作は300万ドルの予算に対し、1億2500万ドルもの興行収入を獲得、1964年の世界興行収入で1位の映画となり、日本では1965年4月1日に、東京は日比谷映画劇場・丸の内東宝など東宝洋画系でロードショー公開された。配給収入は7億632万円を記録し、日本映画も含めた興行成績で第1位となった。また、本作は『アカデミー音響効果賞』を受賞し、『グラミー賞 映画・テレビサウンドトラック部門』と英国アカデミー賞の『プロダクション・デザイン賞（カラー部門）』にそれぞれノミネートした。
英国映画協会が選出した『イギリス映画トップ100』で70位に選ばれた。